# Anatomy and Embryology
Anatomy and Embryology was een wetenschappelijk tijdschrift op het gebied van de anatomie en de embryologie. Het is in 1974 opgericht als opvolger van Zeitschrift für Anatomie und Entwicklungsgeschichte. In 2006 is het voortgezet onder de naam Brain structure & function. Het werd uitgegeven door Springer-Verlag.
De naam wordt in literatuurverwijzingen meestal afgekort tot Anat. Embryol.